# Cicurina breviaria
Espèce
Synonymes
- Cicurina exlinae Chamberlin & Ivie, 1940

Cicurina breviaria est une espèce d'araignées aranéomorphes de la famille des Cicurinidae.

## Distribution
Cette espèce est endémique des États-Unis. Elle se rencontre en Caroline du Nord et au Tennessee.

## Description
Le mâle holotype mesure 4 mm.
La femelle décrite par Chamberlin et Ivie en 1940 mesure 4,20 mm.

## Systématique et taxinomie
Cette espèce a été décrite par Bishop et Crosby en 1926.
Cicurina exlinae a été placée en synonymie par Roth et Brown en 1986.

## Publication originale
- Bishop & Crosby, 1926 : « Notes on the spiders of the southeastern United States with descriptions of new species. » Journal of the Elisha Mitchell Scientific Society, vol. 41, no 3/4, p. 163-212.